# Hiliorudua Tebolo
Hiliorudua Tebolo is een bestuurslaag in het regentschap Nias Selatan van de provincie Noord-Sumatra, Indonesië. Hiliorudua Tebolo telt 626 inwoners (volkstelling 2010).